# Białobrzegi (gromada w powiecie augustowskim)
Białobrzegi – dawna gromada, czyli najmniejsza jednostka podziału terytorialnego Polskiej Rzeczypospolitej Ludowej w latach 1954–1972.
Gromady, z gromadzkimi radami narodowymi (GRN) jako organami władzy najniższego stopnia na wsi, funkcjonowały od reformy reorganizującej administrację wiejską przeprowadzonej jesienią 1954 do momentu ich zniesienia z dniem 1 stycznia 1973, tym samym wypierając organizację gminną w latach 1954–1972.
Gromadę Białobrzegi z siedzibą GRN w Białobrzegach utworzono – jako jedną z 8759 gromad – w powiecie augustowskim w woj. białostockim, na mocy uchwały nr 10/V WRN w Białymstoku z dnia 4 października 1954. W skład jednostki weszły obszary dotychczasowych gromad Białobrzegi, Ponizie, Osowy Grąd, Gliniski, Świderek, Bór, Gabowe Grądy, Kolnica, Rzepiski, Komaszówka, Czarnucha i Sajenek ze zniesionej gminy Kolnica, miejscowość Zielone os. z dotychczasowej gromady Cisów ze zniesionej gminy Sztabin oraz miejscowość Białobrzegi wyłączona z miasta Augustowa w tymże powiecie. Dla gromady ustalono 23 członków gromadzkiej rady narodowej.
31 grudnia 1961 do gromady Białobrzegi przyłączono wieś Promiski ze zniesionej gromady Huta.
Pod koniec istnienia siedziba gromady znajdowała się w mieście Augustów.
1 stycznia 1972 do gromady Białobrzegi przyłączono obszar zniesionej gromady Netta oraz wsie Wojciech i Studzieniczna ze zniesionej gromady Sucha Rzeczka.
Gromada przetrwała do końca 1972 roku, czyli do kolejnej reformy gminnej.